# Paul René Planteau
Paul René Planteau ook wel Paulus Rijnhard Planteau (Amsterdam, 25 juli 1820 – Hastings (Barbados), 18 oktober 1871) was een plantage-eigenaar en politicus in Suriname.
Hij werd geboren als zoon van Jan/Jean Planteau (1794-1826) en Clasina Theresia Thijm (1797-1848). Van 1851 tot 1857 was hij lid van de Koloniale Raad en heemraad van de divisie Boven Cottica en Perica. Tijdens de emancipatie in 1863 was hij mede-eigenaar van de plantages Maria Petronella en Visserszorg. Verder is hij ook administrateur van een of meer plantages geweest.
Hij werd in 1867 door de gouverneur benoemd tot lid van de Koloniale Staten. Daarmee was hij effectief de opvolger van het Statenlid J. Mauritsz Ganderheyden die een reis naar Nederland ging maken. Planteau werd in 1868 nog een keer voor de periode van een jaar herbenoemd waarna Mauritsz Ganderheyden als voorzitter terugkeerde in de Koloniale Staten.
Planteau overleed in 1871 op 51-jarige leeftijd op het eiland Barbados. Vandaar is het gebalsemde lichaam per schoener naar Suriname overgebracht waar vervolgens de begrafenis plaatsvond.